# Unió, Progrés i Democràcia
Unió, Progrés i Democràcia (en castellà: Unión, Progreso y Democracia, acrònim: UPyD) va ser un partit polític espanyol fundat el 2007. Va ser inscrit en el registre de partits del Ministeri de l'Interior el 26 de setembre de 2007. Va obtenir un diputat per la circumscripció de Madrid en la persona del seu cap de llista i exdirigent del PSOE, Rosa Díez, en les eleccions generals de 2008, obtingueren un total de 306.079 vots i van convertir-se en la cinquena força política per nombre de vots d'Espanya (la novena pel que fa al nombre de diputats). Entre els seus promotors es troben el catedràtic i ex president del Fòrum Ermua Mikel Buesa i els filòsofs Carlos Martínez Gorriarán i Fernando Savater.
Mikel Buesa i Rosa Díez —en una presentació del partit el 2007 i en una entrevista periodística, respectivament— han explicat l'origen dels tres conceptes que constitueixen la denominació del partit: "Unió", per raó de la seva «defensa incondicional de la unió d'Espanya com a condició necessària per a la igualtat davant la llei de tots els espanyols». "Progrés", perquè afirmen ser «un partit progressista respectuós amb la llibertat individual». I "Democràcia", a causa de la seva «aposta per la regeneració radical de la democràcia». Rosa Díez, Fernando Savater, Carlos Martínez Gorriarán i Juan Luis Fabo s'encarregaren de decidir el nom del partit i d'inscriure'l al registre de partits polítics. Escolliren Unió, Progrés i Democràcia, en paraules de Rosa Díez, «perquè es trobava a faltar un partit que fes la necessària pedagogia democràtica i defensés sense complexos aquests conceptes a Espanya. Perquè, efectivament, hi falta unió entre espanyols, hi falten polítiques progressistes i hi ha molt camí per recórrer fins a aconseguir una democràcia de qualitat».
El partit es va dissoldre en desembre de 2020 quan un jutjat del mercantil va decretar la seva liquidació.

## Història

### Orígens

Logotip del partit (2007-2015)

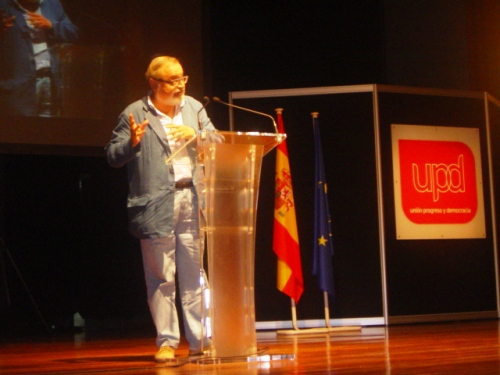
Fernando Savater a la Casa de Campo de Madrid. Acte fundacional.

El dissabte 19 de maig de 2007 es van reunir 45 persones a Sant Sebastià amb l'objectiu de debatre sobre la necessitat i possibilitat de crear un nou partit polític que fes enfront dels dos principals partits a nivell estatal: el Partit Popular (PP) i el Partit Socialista Obrer Espanyol (PSOE). En la reunió, la majoria dels presents eren bascos, molts d'ells amb una llarga experiència en organitzacions polítiques, sindicals i cíviques, en molts casos procedents de l'àmbit de l'esquerra, però també de tradició liberal i ciutadana. Després de dita reunió, van prendre la decisió de posar en marxa un projecte polític d'àmbit estatal que rebutgés el reconeixement de les nacionalitats basca, catalana, gallega i de cap altra dintre de la nació espanyola.
Per a això el primer que es va fer va ser crear una associació, Plataforma Pro. Per a això es van donar xerrades de presentació del projecte per tot Espanya exposant els objectius del partit que es crearia, entre els quals destacaven:
- la lluita contra ETA i qualsevol tipus de terrorisme;
- la regeneració de la democràcia a Espanya;
- l'oposició al «nacionalisme obligatori», és a dir, a l'obligatorietat de ser nacionalista espanyol o nacionalista perifèric;
- la reforma de la Constitució. El seu objectiu seria reforçar les llibertats ciutadanes i la igualtat, amb independència de la comunitat autònoma en la qual es visqués, al seu judici amenaçades.

Entre els membres o col·laboradors de dita Plataforma es trobaven el filòsof Fernando Savater, el portaveu de Basta Ya!, Carlos Martínez Gorriarán (que n'era el coordinador), o l'eurodiputada del PSOE Rosa Díez. Aquesta última, va anunciar el seu abandó de les files del PSOE a l'agost de 2007 per a involucrar-se definitivament en el projecte. Altres grups que van manifestar el seu suport a la Plataforma van ser el partit Ciutadans-Partit de la Ciutadania, especialment els seus membres Arcadi Espada, Albert Boadella i Xavier Pericay, i l'associació Basta Ya!] de la qual procedeixen molts dels seus promotors.
A mitjans de setembre de 2007, el fins llavors president del Fòrum Ermua Mikel Buesa va anunciar el seu propòsit de participar en el partit polític sorgit de la Plataforma Pro.
Finalment, en un acte públic de presentació el 29 de setembre de 2007 en el Teatre-Auditori de la Casa de Campo de Madrid va quedar constituït el nou partit. En l'esmentat acte van intervenir el dramaturg Albert Boadella, el filòsof Fernando Savater, l'escriptor Mario Vargas Llosa i Rosa Díez. Van assistir el periodista Arcadi Espada, els antropòlegs Teresa Giménez Barbat i Félix Pérez Romera (els tres membres promotors de Ciutadans de Catalunya), l'historiador Antonio Elorza, el pintor Agustín Ibarrola i l'ex dirigent del Fòrum Ermua Mikel Buesa, el filòsof Carlos Martínez Gorriarán, els diputats de Ciutadans Albert Rivera i Antonio Robles, el catedràtic de Filosofia Aurelio Arteta, l'escriptor peruà Fernando Iwasaki, l'ex secretari general de la UGT Nicolás Redondo i el diputat autonòmic basc del PP Fernando Maura (aquest últim finalment es va incorporar a UPyD el dia 6 de novembre de 2007, passant a formar part del seu Consell de Direcció). Posteriorment es van unir al partit l'escriptor Álvaro Pombo, Ricardo Moreno Castillo o l'esportista Álvaro de Marichalar.
Altres col·laboradors del partit són personalitats com José Antonio de la Marina, Carlos Castilla del Pino, Luis Alberto de Cuenca, Alberto González Troyano, Antonio Lastra, Carmen Iglesias, José Luis Pardo, Ramón Rodríguez i José María Ruiz Soroa.

#### I Congrés Ordinari de 2009
|  | 78,24% |

|  | 18,33% |

#### II Congrés Ordinari de 2013
| Cens electoral | Cens electoral | Cens electoral     | Cens electoral | Cens electoral | 5278 | 100%            |
| Participació   | Participació   | Participació       | Participació   | Participació   | 1303 | 24,69%          |
| Abstenció      | Abstenció      | Abstenció          | Abstenció      | Abstenció      | 3975 | 75,31%          |
| Candidatura    | Candidatura    | Candidatura        | Cap de llista  | Cap de llista  | Vots | %               |
|                | 1              | La Tercera Espanya |                | Rosa Díez      | 1210 | \| \| 93,36% \| |
| Vots en blanc  | Vots en blanc  | Vots en blanc      | Vots en blanc  | Vots en blanc  | 86   | 6,64%           |
| Vots vàlids    | Vots vàlids    | Vots vàlids        | Vots vàlids    | Vots vàlids    | 1296 | 99,46%          |
| Vots nuls      | Vots nuls      | Vots nuls          | Vots nuls      | Vots nuls      | 7    | 0,54%           |
| Font: UPyD.    |                |                    |                |                |      |                 |
|                | 93,36%         |                    |                |                |      |                 |

#### Congrés Extraordinari de 2015
|  | 43,28% |

|  | 40,21% |

|  | 12,14% |

|  | 3,29% |

#### Fracàs en les eleccions municipals autonòmiques i municipals de 2015
El partit va perdre la meitat de vots en les municipals, amb 232.478 vots i 128 regidors, contraposats als 464.824 vots i 152 regidors de 2011, fet que fa renunciar de portaveu a Rosa Díez, i en un congrés extraordinari celebrat a Madrid fou escollit Andrés Herzog amb el 43% dels vots enfront Irene Lozano Domingo que va obtenir el 40%.
A causa dels mals resultats electorals de les eleccions generals de 2015, en els quals no van obtenir representació al Congrés, Rosa Díez es va donar de baixa del partit, demanant un final digne per a la formació, i Andrés Herzog va demanar la dissolució del partit.

#### Congrés Extraordinari de 2016
|  | 83,20% |

|  | 7,22% |

#### III Congrés Ordinari de 2017
|  | 48,88% |

|  | 44,40% |

#### Congrés Extraordinari de 2019
|  | 39,44 % |

|  | 38,89 % |

|  | 17,22 % |

A les Eleccions generals espanyoles d'abril de 2019 el partit es va presentar en coalició amb Ciutadans - Partit de la Ciutadania, sense obtenir representació.

### Dissolució
El 6 de desembre de 2020 UPYD anunciaria la seva dissolució. En el comunicat oficial exposaren que la situació política espanyola cada vegada més polaritzada i estrident, havia dificultat la consolidació d'"un centre progressista, transversal i moderat". La direcció del partit, però es comprometé a buscar noves fórmules de "tornar a ser una eina útil a la societat".
La formació ja havia rebut el 18 de novembre d'aquell mateix any la declaració judicial que confirmava la impossibilitat del partit de fer front a un deute que mantenia amb una extreballadora de la formació, i es donà també ordre per la cancel·lació de la seva inscripció al registre de partits polítics. La jutgessa notificà la petició d'UPYD de declarar-se en concurs de creditors donada la seva situació d'"insolvència" i la impossibilitat de "complir regular i puntualment" amb les seves obligacions "per falta de liquiditat i desequilibri patrimonial". Malgrat les intencions de sobreviure, la formació política no disposava tampoc de béns suficients per fer front al deute que havia contret ni d'emprendre un concurs de creditors, és per això que ja s'havia donat per extingida la societat "Unión, Progreso y Democracia".

## Ideologia
Ideològicament, UPyD no es defineix com un partit d'esquerres o de dretes i entre la seva massa electoral s'arrepleguen tant votants desencantats del Partit Socialista com votants amb una certa afinitat per la dreta política. Ells declaren, al començament del seu Manifest Fundacional:
Partim d'un supòsit revolucionari: que els ciutadans no neixen sent ja d'esquerres o de dretes ni amb el carnet de cap partit en els bolquers. Anem encara més lluny, a risc d'escandalitzar els timorats: considerem els ciutadans capaços de pensar per si mateixos i de triar en conseqüència, d'acord amb les ofertes dels partits i la seva experiència de la situació històrica que vivim. Per tant, no creiem que ningú estigui obligat a votar sempre el mateix o a resignar-se a les opcions polítiques vigents, quan ja l'han decebut anteriorment. Ser considerats d'esquerres o dretes no ens sembla el centre del problema, encara que ens apiadem cordialment de qui manca de millors arguments per a desqualificar l'adversari.
UPyD s'autodefinia com un partit progressista que reivindicava el transversalisme a l'hora de situar-se a l'espectre polític esquerra-dreta, defensant les idees que estimava progressistes d'ambdós eixos polítics. Així mateix, el partit rebutjà expressament que el situessin en el centre polític. Segons declarà la seva portaveu Rosa Díez, la formació és «progressista i transversal: té gent d'esquerres i de la dreta liberal». Afirmen com a senyals d'identitat addicionals:
- El «centralisme», definint-lo com «la centralització política de competències com l'educació, la sanitat, la gestió de l'aigua i la gestió dels transports en el marc d'un Estat unitari fort amb altres competències descentralitzades simètricament en les comunitats autònomes».[23]
- El «constitucionalisme», definint-lo com «la defensa de l'Estat de dret espanyol a través del compliment de la Constitució Espanyola de 1978 en les regions en què es vulnera i els ciutadans no nacionalistes són discriminats i, simultàniament, a través d'una modificació dels articles instrumentals de la Constitució perquè els seus articles innegociables —aquells que proclamen la llibertat, la igualtat, la cohesió, la separació de poders i la protecció de tots els ciutadans espanyols davant una justícia independent— siguin efectius».[24]
- La «democràcia liberal», definint-la com «el sistema de govern que millor coordina el poder amb els drets individuals».
- L'«europeisme», definint-lo com «el desig d'avançar cap a un veritable federalisme europeu amb el concepte de ciutadania com a pilar fonamental».
- El «laïcisme», definint-lo com «la defensa d'un Estat neutral davant les creences religioses, a excepció de l'islam i qualsevol altra religió que no sigui respectuosa amb els drets humans i el sistema jurídic espanyol, i també davant la creença dels qui no creuen en cap religió».[25][26]
- El «monarquisme», definint-lo com «la defensa de la Monarquia Espanyola en la mesura que complís la seva funció i fos una monarquia austera, transparent i exemplar».[27]
- El «no-nacionalisme», definint-lo com «l'oposició al nacionalisme obligatori».[28] Rosa Díez negà que el partit magenta s'identifiqués amb l'antinacionalisme, el nacionalisme espanyol i el postnacionalisme.
- El «patriotisme espanyol», definint-lo com la defensa dels valors comuns —la justícia, la llibertat i la igualtat— i de la lleialtat entre conciutadans.[29][30] Rosa Díez defineix UPyD en oposició als partits nacionalistes perifèrics i independentistes del sistema polític espanyol com un partit «inequívocament nacional, amb un projecte únic per a tot Espanya».[31]
- El «radicalisme», definint-lo com «el desig de transformar la política a fons i de fons des de les institucions».[32]
- El «socioliberalisme», definint-lo com «el suport a una economia de lliure mercat subjecta a intervencions parcials de l'Estat per corregir les seves ineficiències en el terreny social, la qual cosa hauria compatibilitzat l'estat del benestar amb les llibertats individuals». Rosa Díez detallà que «el socioliberalisme era la doctrina política que definia millor UPyD perquè el partit aplegava elements del liberalisme polític i la socialdemocràcia».[33]

UPyD ha estat qualificada per la vasta majoria dels politicòlegs i mitjans d'informació com un partit de centre com l'Enquesta Social Europea o els periòdics britànics Financial Times i The Economist encara que ha estat situada excepcionalment en el centreesquerra per la politicòloga Donatella Maria Viola i en el centredreta per l'Encyclopædia Britannica. També, l'autoproclamada «transversalitat» d'UPyD ha estat identificada amb el centrisme radical.
UPyD és un partit progressista que combina el socioliberalisme amb el centralisme des del centre de l'espectre polític. UPyD és un partit centralista que destaca per ser l'únic partit d'àmbit nacional que advoca activament per l'abolició dels règims forals en tot Espanya, fins i tot en aquelles regions que els posseeixen: Navarra i el País Basc. Igualment, UPyD argumenta que l'extrema descentralització política de l'Estat de les Autonomies ha afeblit l'Estat del benestar i creat desigualtats al llarg del territori. En consonància, UPyD vol adoptar un sistema federal simètric amb un alt grau de centralització política a Espanya.
UPyD defensa amb entusiasme la unitat d'Espanya i, doncs, és un enemic dels nacionalismes perifèrics i de l'existència de diverses identitats nacionals dins d'Espanya. El partit magenta és un defensor tan incondicional de la indissoluble unitat de la nació espanyola que dona suport a l'aplicació de l'article 155 de la Constitució per suspendre l'autonomia de Catalunya i a l'enjudiciament dels líders independentistes catalans pels delictes de rebel·lió i sedició. Encara que UPyD és un partit progressista fortament caracteritzat pel seu rebuig als nacionalismes perifèrics, també té objeccions contra els nacionalismes dels Estats, inclòs el nacionalisme espanyol, perquè UPyD els considera una amenaça per al progrés de la unitat d'Europa. UPyD és el partit més europeista d'Espanya i, en conseqüència, defensa la creació d'una Europa federal, que el partit magenta percep com una garant important dels drets individuals.

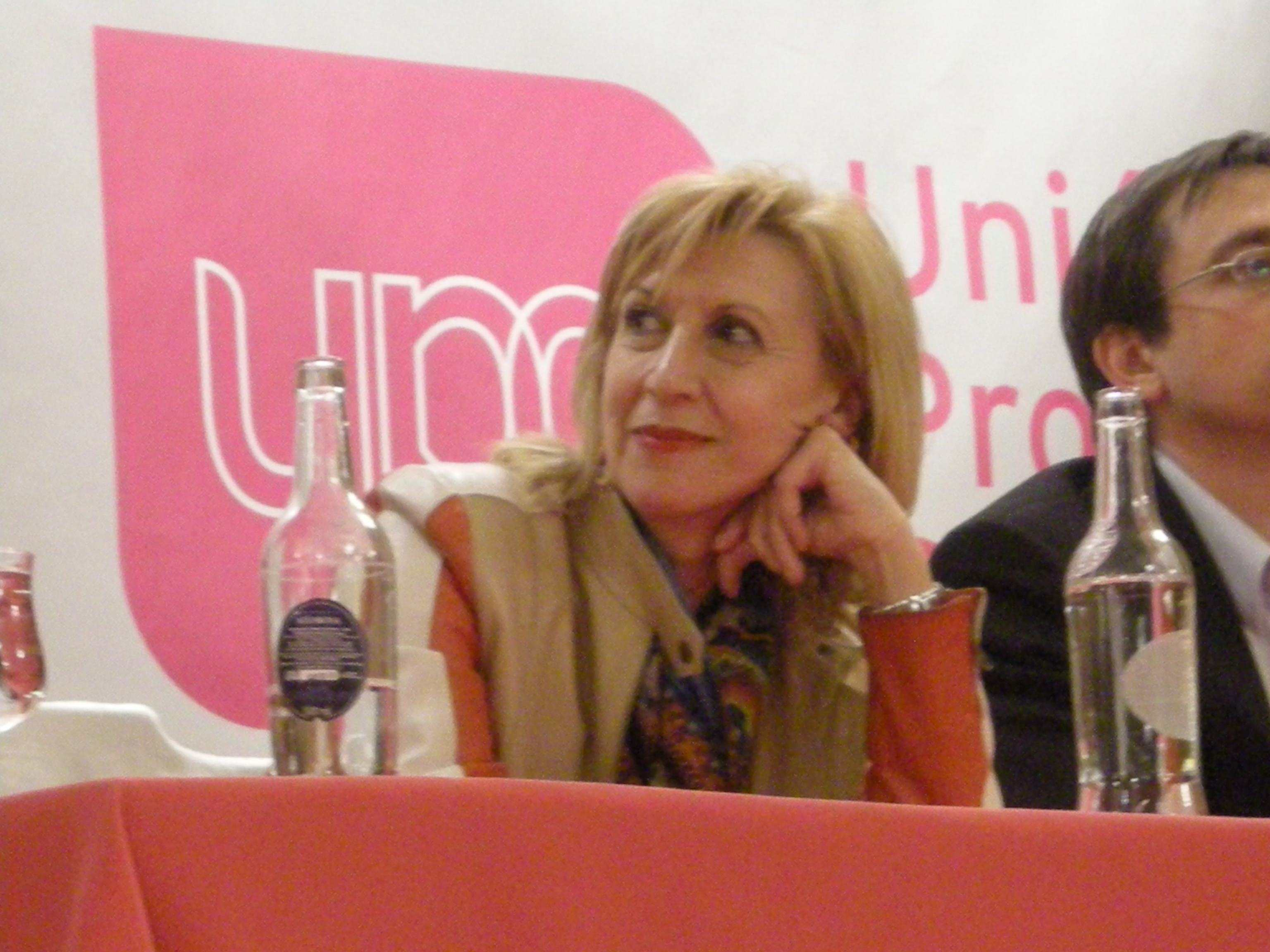
Rosa Díez durant un acte a Móstoles

## Propostes fonamentals
Les seves propostes fonamentals, d'acord amb la seva terminologia, són les següents:
1. Reforma de la Constitució espanyola de 1978, centrant-se en tres àmbits: 
  1. Acabar amb l'Estat autonòmic.[44] UPyD advocava per un Estat unitari fort amb descentralització política com a model territorial,[nota 2] definint-hi clarament quines competències són exclusives de l'Estat i quines són transferibles a les comunitats autònomes o municipis.[47] La formació volia que totes les comunitats autònomes tinguessin les mateixes competències i capacitat legislativa i, doncs, secundava la centralització de les competències que concerneixen els drets fonamentals com educació, sanitat, justícia i fiscalitat, entre d'altres,[48][49] perquè considerava que l'Estat de les autonomies, a més de crear desigualtats regionals,[50] és «elefantiàsic, políticament inviable i econòmicament insostenible».[51] Un altre tret del model territorial d'UPyD fou la supressió dels règims forals de Navarra i el País Basc, juntament amb tots els drets històrics, establint un règim comú de finançament per a totes les comunitats autònomes.[52] Finalment, altres característiques destacables foren la supressió de les diputacions provincials, de les diputacions forals, de les Juntes Generals i de les comarques,[53][54] la fusió d'ajuntaments perquè els municipis tinguin una dimensió mínima de 20 000 habitants[55] i la monocameralitat de les Corts Generals després de l'eliminació del Senat.[56]
  2. Millora i reforç dels drets i obligacions individuals, definint-los estrictament iguals per a tots els ciutadans espanyols, sense desigualtats territorials, lingüístiques, ideològiques o religioses. Mitjançant la promoció d'un concepte unitari i centralitzador de la nació espanyola,[39] UPyD reivindica la unitat d'Espanya com «un instrument imprescindible per garantir la igualtat de tots els seus ciutadans».[57]
  3. Millora de la separació de poders, reforçant l'autonomia del poder judicial respecte a l'executiu i el legislatiu, consolidant la unitat del sistema judicial en tot el país, i cercant formes de garantir la independència i professionalitat dels Tribunals i Òrgans Reguladors de caràcter econòmic, eliminant la seva dependència del poder executiu.
2. Convertir Espanya en un Estat laic, proposant la revisió dels actuals acords amb la Santa Seu, l'autofinançament de l'Església Catòlica i de la resta de confessions religioses i la total separació entre l'Església i l'Estat.[58] La laïcitat per a UPyD consisteix a «garantir un tracte just a totes les creences religioses legítimes, és a dir, compatibles amb els drets humans, l'Estat de dret i la democràcia».[25][59] UPyD esgrimeix que «l'islam no és una religió legítima perquè imposa la primacia de l'home sobre la dona, perquè no respecta tan sols la possibilitat que hom no sigui creient i, sobretot, a causa del seu rebuig a l'essència de la Declaració Universal dels Drets Humans, coadjuvant d'una declaració pròpia de drets humans que empara l'existència de pràctiques com la lapidació de les dones adúlteres i l'assassinat d'homosexuals a través de la xaria».[60][61] En consonància, UPyD advoca per la prohibició de l'ús dels vels islàmics (des del burca fins al hijab) en els espais públics perquè considera que són «una forma de sotmetre les dones als homes dintre de l'islam».[62][63]
3. Reforma de la Llei Orgànica del Règim Electoral General (LOREG), pretenent aconseguir la igualtat de cada votant independentment del seu lloc de residència, millorar la representació electoral dels partits minoritaris, infrarepresentats enfront dels majoritaris en el sistema electoral actual, i reduir la representació dels partits regionalistes i nacionalistes perifèrics. Aquesta reforma planteja el repartiment biproporcional de 350 escons del Congrés dels Diputats. Es triaria 1 diputat per cada província i 1 per cada ciutat autònoma donant un total de 52 i els 298 restants es redistribuirien en proporció a la població de cada província usant el mètode Sainte-Laguë. Tanmateix, l'assignació d'escons a cada partit es faria en funció dels vots obtinguts en el conjunt de les 52 circumscripcions, de manera que cap partit que hagi tret menys vots que un altre pugui rebre més escons que aqueix altre. Primer, es calcularia el valor del paràmetre r, equivalent al 0,25% dels vots vàlids totals. Als partits que haguessin superat r vots, se'ls restaria r i s'obtindria per a cada un els anomenats vots reduïts; en canvi, els partits que no haguessin assolit r vots no optarien al repartiment d'escons. Després, mitjançant la regla D'Hondt, 325 escons serien assignats en funció dels vots reduïts mentre que els 25 restants serien assignats en funció del quadrat dels vots reduïts per aconseguir l'equitat en la representació dels partits i compatibilitzar proporcionalitat i governabilitat. Finalment, s'utilitzaria el programa informàtic BAZI, elaborat en la Universitat d'Augsburg, per a distribuir els escons aconseguits per cada partit en les 52 circumscripcions.[64][65]
4. Millores en l'ensenyança pública, promovent el laïcisme i la investigació científica així com erradicant la discriminació lingüística i assegurant la llibertat d'elecció de llengua en l'escolarització de totes les assignatures no lingüístiques a les comunitats autònomes amb llengua cooficial encara que garantint el bilingüisme, sent obligatori l'aprenentatge tant de la llengua espanyola com de la llengua regional per mitjà de l'assignatura Llengua i Literatura.[66] Juntament amb l'educació, rebutgen la discriminació lingüística en el tracte amb l'Administració i en tots els servicis públics.[67][68]
5. Canvis en el sistema democràtic: un sistema electoral de llistes obertes i desbloquejades,[69] l'elecció directa dels alcaldes en una segona volta electoral com a mesura preventiva contra els pactes postelectorals que desvirtuïn la voluntat dels ciutadans,[70] la limitació de mandats per als càrrecs públics de caràcter executiu,[71] la impossibilitat d'acumular dos o més càrrecs públics[72] i l'enduriment del règim d'incompatibilitats dels exalts càrrecs.[73] Així mateix, suggereixen mesures que facin més transparent el finançament dels partits polítics i millorin la seva independència dels grans poders econòmics.
6. Mesures per combatre el terrorisme que posin èmfasi en derrotar ETA, perseguint el seu finançament i censurant els seus canals de justificació política. En conseqüència, UPyD vol endurir la llei de partits per il·legalitzar els partits polítics que integren la coalició EH Bildu (Alternatiba, Aralar, Eusko Alkartasuna i Sortu) perquè els considera el braç polític d'ETA. El partit magenta esgrimeix que aquests partits no condemnen el terrorisme d'ETA i que fan apologia d'aquest, per exemple, quan diuen «presos polítics» als membres d'ETA empresonats.[74][75]
7. Mesures econòmiques i socials que promoguin el desenvolupament i la competitivitat de l'economia espanyola, corregint les desigualtats regionals. Segons ells, l'Estat ha de millorar l'educació, formació i seguretat dels treballadors, propiciar la integració del mercat interior mitjançant les infraestructures, afavorir la investigació i innovació empresarial i garantir la llibertat i competència econòmica.
8. Quant a la immigració, UPyD vol que la política immigratòria sigui assumida per la Unió Europea com a competència exclusiva.[76] Conseqüentment, demana a la Comissió Europea que inclogui Ceuta i Melilla en l'espai duaner europeu com territoris de ple dret i, per tant, com fronteres exteriors de la Unió Europea.[77] Així que, UPyD vol que Frontex obri delegacions en ambdós ciutats i impulsi el Pla de Fronteres Intel·ligents. La formació magenta dona suport a la creació d'una targeta europea de residència permanent que permeti als immigrants legals disposar d'un permís conjunt de residència i treball a la Unió Europea. El partit afirma que la immigració controlada és bona i necessària per a Europa a causa del seu envelliment demogràfic i reclama una política immigratòria comuna estrictament respectuosa amb el dret internacional i els drets humans que, a més d'incloure els criteris d'admissió i estada d'immigrants en funció de les necessitats laborals de la Unió Europea en el seu conjunt, inclogui un protocol d'actuació europeu per a contenir la immigració il·legal.[78][79] D'una banda, UPyD defèn un major control de la immigració en argumentar que cal protegir les fronteres espanyoles de Ceuta i Melilla.[80] El partit magenta creu que la Guàrdia Civil hauria de detenir els immigrants il·legals i repatriar-los legalment o tornar-los al país per on entraren sense vulnerar llurs drets humans, rebutjant les devolucions en calent i prohibint el tret de boles de goma i l'ús de concertines com a elements dissuasius.[79][81] D'altra banda, UPyD advoca per donar asil i protecció humanitària a les persones desplaçades fora dels seus països per conflictes armats i, doncs, defensa l'aplicació de sancions dissuasives contra els països membres de la Unió Europea que es neguin a rebre refugiats. Igualment, UPyD és partidària de destinar recursos econòmics per promoure la democràcia en aquells països en què no n'hi ha i fins i tot d'intervenir-hi militarment si els recursos econòmics són insuficients «per defensar i protegir els drets humans i que ningú hagi de sortir d'aqueixos països».[82] Finalment, el partit magenta pensa que no hi ha d'haver discriminació contra cap tipus d'immigració a l'hora d'acceptar immigrants o refugiats a Europa.
9. Mesures en política mediambiental que facin compatible el desenvolupament econòmic i tecnològic amb la protecció del medi ambient i la biodiversitat. Entre aquestes mesures destaquen: l'ús de l'energia nuclear com una part important del mix energètic que, junt amb les energies renovables i la fracturació hidràulica, hauria de tenir Espanya,[83][84] la cessació de les subvencions a la mineria de carbó i el tancament de les explotacions mineres ineficients en costos,[85] la investigació sobre el canvi climàtic i les seves possibles mesures correctores i la millora de la legislació protectora d'espais naturals per frenar la destrucció del litoral i d'àrees naturals sensibles deguda a una urbanització abusiva o altres usos inadequats.
10. Llei de l'avortament que despenalitzi l'avortament induït per motius íntims fins a un període de 14 setmanes o quelcom superior.[86] El termini definitiu seria establert per un consens medicocientífic basat en la detecció precoç de possibles malformacions. Més enllà d'aquest termini gestacional, UPyD només permetria avortar «en els supòsits d'inviabilitat del fetus i risc de mort de la mare amb l'objectiu de conciliar el dret de la mare a una maternitat consentida i la protecció jurídica del no nascut».[87] Al albir del partit, un embrió concebut per dues persones ja és un ésser humà i, per consegüent, l'avortament sempre és «un drama». Així doncs, UPyD argumenta que la regulació de l'avortament com un dret, en comptes de la seva despenalització sota certes condicions, és incompatible amb l'article 15 de la Constitució espanyola, que s'aplica al nasciturus segons la jurisprudència del Tribunal Constitucional.[88] Per tant, creuen necessària una educació sexual primerenca dins de l'educació secundària que informi els alumnes de tots els mètodes anticonceptius existents per a prevenir els embarassos no desitjats i que, alhora, fomenti la noció que l'avortament ha d'evitar-se en la mesura que sigui possible.[89] Per acabar, UPyD està en contra que les menors d'edat puguin avortar sense el consentiment patern.[90]

### Altres propostes
- Pel que fa a la tauromàquia, UPyD dona suport a les curses de braus com festa taurina nacional i reclama que la regulació de la tauromàquia sigui competència exclusiva de l'Estat per impedir que cap tradició taurina pugui ser suprimida per les comunitats autònomes.[91] Tanmateix, UPyD està en contra que els festejos taurins rebin ajudes o subvencions públiques tant a nivell espanyol (municipal, autonòmic i estatal) com europeu,[92][93] demanant que sigui la societat espanyola qui decideixi el futur de la tauromàquia amb la seva assistència o inassistència a les places de braus[94] i oposant-se a la declaració de la tauromàquia com a Patrimoni Cultural.[95] Finalment, val la pena dir que UPyD està a favor de l'abolició del Torneig del Toro de la Vega i dels correbous.[96]
- Transferir competències dels països membres de la Unió Europea al Parlament Europeu per construir una Europa federal, les institucions de la qual tinguin plena capacitat legislativa i estiguin sota control democràtic complet.[97] Igualment, UPyD és partidària de l'eliminació de l'intergovernamental Consell Europeu per promoure la supranacionalitat de la Unió Europea.[98] A més, la formació magenta aposta per la supressió de les seus del Parlament Europeu a Luxemburg i Estrasburg, concentrant tota la seva activitat parlamentària en una única seu a Brussel·les.[99]
- El partit magenta defensa l'aprovació incondicional de partides pressupostàries concretes que reforcin els recursos humans i materials de les forces de seguretat i serveis d'intel·ligència espanyols per lluitar contra el terrorisme islamista en bones condicions.[100] A més, UPyD advoca per intervenir als països d'origen i, doncs, dona suport a una intervenció militar a Síria dins d'una resolució europea emparada per l'ONU a fi de combatre l'Estat Islàmic.[101][102]

## Resultats electorals

### Corts Generals
| Any  | Líder         | Congrés   | Congrés    | Congrés  | Congrés | Senat    | Senat | Govern            | Ref     |
| Any  | Líder         | Vots      | %          | Diputats | +/–     | Senadors | +/–   | Govern            | Ref     |
| ---- | ------------- | --------- | ---------- | -------- | ------- | -------- | ----- | ----------------- | ------- |
| 2008 | Rosa Díez     | 306,079   | 1.19 (#6)  | 1 / 350  | Nou     | 0 / 208  | Nou   | Oposició          | [ 103 ] |
| 2011 | Rosa Díez     | 1,143,225 | 4.70 (#4)  | 5 / 350  | 4       | 0 / 208  | =     | Oposició          | [ 104 ] |
| 2015 | Andrés Herzog | 155,153   | 0.62 (#11) | 0 / 350  | 5       | 0 / 208  | =     | Extraparlamentari | [ 105 ] |
| 2016 | Gorka Maneiro | 50,247    | 0.21 (#12) | 0 / 350  | =       | 0 / 208  | =     | Extraparlamentari | [ 106 ] |

### Parlament Europeu
| Any  | Líder                 | Vots              | %                 | Escons | +/– | Grup | Ref     |
| ---- | --------------------- | ----------------- | ----------------- | ------ | --- | ---- | ------- |
| 2009 | Francisco Sosa Wagner | 451,866           | 2.85 (#5)         | 1 / 54 | Nou | –    | [ 107 ] |
| 2014 | Francisco Sosa Wagner | 1,022,232         | 6.51 (#5)         | 4 / 54 | 3   | ALDE | [ 108 ] |
| 2019 | Maite Pagazaurtundúa  | Dins de Ciutadans | Dins de Ciutadans | 1 / 59 | 3   | RE   |         |

### Eleccions municipals
| Any  | Vots    | %    | Escons       | Ref     |
| ---- | ------- | ---- | ------------ | ------- |
| 2011 | 464.824 | 2,06 | 152 / 68.230 | [ 109 ] |
| 2015 | 232.478 | 1,04 | 128 / 67.611 | [ 110 ] |
| 2019 | 5.307   | 0.02 | 1 / 66.979   |         |

### Eleccions autonòmiques
| Regió     | Any  | Líder           | Vots    | %    | Escons  | Ref     |
| --------- | ---- | --------------- | ------- | ---- | ------- | ------- |
| País Basc | 2009 | Gorka Maneiro   | 22.233  | 2,15 | 1 / 75  | [ 111 ] |
| País Basc | 2012 | Gorka Maneiro   | 21.539  | 1,94 | 1 / 75  | [ 112 ] |
| Madrid    | 2011 | Luis de Velasco | 189.055 | 6,32 | 8 / 129 | [ 113 ] |
| Astúries  | 2012 | Ignacio Prendes | 18.813  | 3,75 | 1 / 45  | [ 114 ] |

### Resultats electorals a Catalunya
| Eleccions i data                            | Vots   | %    | Escons     | Líder                   |
| ------------------------------------------- | ------ | ---- | ---------- | ----------------------- |
| Eleccions generals espanyoles de 2008       | 6.252  | 0,17 | 0 diputats | Rosa Díez               |
| Eleccions al Parlament Europeu de 2009      | 15.720 | 0,80 | -          | Francisco Sosa Wagner   |
| Eleccions al Parlament de Catalunya de 2010 | 5.418  | 0,17 | 0 diputats | Antonio Robles Almeida  |
| Eleccions generals espanyoles de 2011       | 39.650 | 1,15 | 0 diputats | Rosa Díez               |
| Eleccions al Parlament de Catalunya de 2012 | 14.614 | 0,40 | 0 diputats | Ramón de Veciana Batlle |
| Eleccions al Parlament Europeu de 2014      | 32.686 | 1,30 | -          | Francisco Sosa Wagner   |
| Eleccions generals espanyoles de 2015       | 8.554  | 0,23 | 0 diputats | Andrés Herzog           |

## Controvèrsies

### Crítiques relatives a la ideologia d'UPyD
Des de la seva fundació, la ideologia del partit ha estat qüestionada. Per exemple, el politicòleg Ignacio Sánchez-Cuenca, professor titular de Sociologia de la Universitat Complutense de Madrid, postulà que UPyD «no pretén combatre el nacionalisme basc i català amb arguments, sinó amb una bona dosi de nacionalisme espanyol», els retragué que identifiquen l'Estat de dret, que és neutral quant a l'organització territorial del poder, amb la igualtat de drets en tot el territori estatal i criticà la seva aposta per una llei electoral que «impedeixi els partits nacionalistes perifèrics tindre una important presència en el Parlament espanyol» perquè, al seu albir, lluitar contra els nacionalismes amb reformes institucionals significaria «sacrificar els elements més essencials de la nostra democràcia». Sánchez-Cuenca conclogué afirmant que «la mercaderia ideològica d'UPyD sembla clarament avariada». Aquestes opinions van ser rebutjades per Carlos Martínez Gorriarán, que va atribuir les crítiques de Sánchez-Cuenca a la «tergiversació» i a «atorgar a UPyD alegrement allò que a ell li agradaria que digués el nostre partit, no el que realment diu». En la mateixa línia que Ignacio Sánchez-Cuenca, el periodista Javier Ortiz, difunt el 2009, cofundador del diari El Mundo i cap de la seva secció d'opinió entre 1992 i 2000, i, fins a la seva mort, columnista del diari Público va afirmar que UPyD, a més de centralista, és una iniciativa «nacionalista espanyola». També, Albert Branchadell en un article d'opinió a El País ha situat UPyD en el «nacionalisme espanyol».
Malgrat que ells es defineixin com «no nacionalistes» i «patriotes espanyols», el partit ha estat titllat de nacionalista espanyol, a més de per Ignacio Sánchez-Cuenca, Javier Ortiz i Albert Branchadell, per alguns escriptors com Monica Dorange, José Ramón Montero i Ignacio Lago, Jean-Pierre Cabestan i Aleksandar Pavković, i a l'últim per l'associació acadèmica Consorci Europeu per a la Investigació Política (European Consortium for Political Research). Això probablement és a causa que UPyD, tot i el seu autoproclamat «no-nacionalisme», ha defensat postures comuns amb el nacionalisme espanyol, com és el fet de negar l'existència de nacions diferenciades a l'estat, fins i tot afirmant que l'única nació que existeix a Espanya és la «nació espanyola», una proposició no de llei on demanava al govern espanyol que recuperés per llei els topònims en castellà de les províncies, ciutats, municipis i accidents geogràfics a les comunitats autònomes que posseeixen llengua pròpia i la modificació de l'article número 2 de la Constitució espanyola perquè no es faci cap distinció entre regions i nacionalitats reemplaçant aquests termes per comunitats autònomes i ciutats autònomes.
Igualment, l'expresident José Luis Rodríguez Zapatero va criticar UPyD perquè al seu parer el centralisme ha provocat encara més desigualtat que l'actual model autonòmic i alhora va apuntar que calia no confondre igualtat amb uniformitat.
Des del Partit Popular, Ignacio González, fins i tot admetent la seva coincidència en temes com «la integritat territorial i la lluita contra el terrorisme», ha situat UPyD en l'extrema esquerra en la resta de qüestions, i, d'altra banda, la militant del PSE-EE Gotzone Mora, pròxima a les tesis de Rosa Díez respecte a la negociació amb ETA i en les seves crítiques al president Rodríguez Zapatero, i que va demanar el vot per al Partit Popular en les eleccions municipals de 2007, va afirmar que «els postulats d'UPyD ja els defensa el PP», que «UPyD vol llevar l'espai polític i cívic al Partit Popular que és l'únic partit que ha defensat la idea d'Espanya reiteradament» i va acusar UPyD de ser un «submarí» del PSOE.
UPyD ha estat també qualificada de populista pel discurs, actuació i personalisme de la seva líder, qualificacions que han generat la resposta del partit. Per part d'altres formacions ha alçat simpaties per ambdós extrems de l'espectre polític, des de la Falange Autèntica fins a la Unificació Comunista d'Espanya.
Es defineixen com a partit liberal-progressista i no nacionalista. Pel que fa a les polítiques socials, existeix un debat en el si del partit al voltant d'alguns temes conflictius, com l'adopció de nens per part de persones homosexuals: Savater, un dels ideòlegs, ha afirmat que accepta l'adopció per parelles homosexuals, però diu que «és immoral» plantejar nous naixements de nens mitjançant diverses formes (per exemple, mares de lloguer), ja que és una manera de negar el dret del nen a una filiació.

### Abandó i crítiques a l'organització d'antics membres
Diversos membres, impulsors i antics candidats del partit han abandonat l'organització per discrepàncies amb la direcció d'aquesta i entre altres qüestions han criticat la seva actitud, que l'han titllada de discriminatòria amb les veus crítiques. Entre ells es troben Mikel Buesa, Nicolás de Miguel, José Manuel Vidal i José Canedo.
Cent cinquanta exmilitants d'UPyD van criticar que, al seu parer, la formació ha esdevingut un instrument al servici dels interessos personals del seu líder, Rosa Díez, i van qualificar-la de frau en un manifest conjunt.

### Crítiques de Francisco Sosa Wagner
L'eurodiputat i cap de llista d'UPyD en les eleccions europees del 2009 i 2014, Francisco Sosa Wagner, va criticar durament el funcionament intern de la formació magenta en un article d'opinió publicat en el diari El Mundo amb aquestes paraules: «UPyD hauria d'alliberar-se de les pràctiques autoritàries que nien en el seu si, pràctiques que desemboquen en l'expulsió constant d'afiliats o en la seva sepultura en vida quan decideixen romandre en les seves files acollits a un ominós silenci». «Unes pràctiques que es donen en tots els partits polítics i que en el cas d'UPyD es tradueixen en baixes o expulsions contínues d'afiliats o condemnes al silenci quan es discrepa amb la direcció». Un dia després d'haver publicat l'article, entrevistat en la COPE, Sosa Wagner va reiterar la seva menció de les «pràctiques autoritàries» en UPyD i va posar aquest exemple: «Vagi a la web oficial d'UPyD i cerqui el meu article. No el trobarà. Això no pot ser. Aquesta grossera manipulació de la informació no pot ser».
Rosa Díez es va mostrar «dolguda» davant de l'article de Sosa Wagner perquè allò que es diu en ell és, al seu parer, «injust i radicalment fals». Va esgrimir que li cridava l'atenció «que parlés d'autoritarisme qui havia votat més d'una vegada en direcció contrària al partit i no havia passat res». Rosa Díez va posar com a exemples que Sosa Wagner havia votat recentment a Juncker i que va votar un acord amb El Marroc sobre el Sàhara «en contra del criteri del partit». També, va afegir que se sentia dolguda perquè el seu article «no fa honor a la veritat i fa mal a un partit que fa primàries, que és transparent, que lluita per la regeneració democràtica i la practica».
Carlos Martínez Gorriarán va acusar Francisco Sosa Wagner de ser «corrupció política pura i dura». Irene Lozano va incórrer en la desqualificació personal de Francisco Sosa Wagner en una carta publicada en el diari El Mundo titulada Querido Paco, en ella va dir coses com «segons l'última enquesta del CIS, no et coneix ni el 12% dels espanyols, i la teva campanya és la pitjor valorada pels enquestats, que aprecien més l'executòria del partit» o «resultarà difícil que algú t'iguali en mesquinesa». Francisco Sosa Wagner va confessar que li havien «dolgut molt» les acusacions que Carlos Martínez Gorriarán, que el va titllar de «corrupte», i Irene Lozano, que el va titllar de «mesquí», van llançar contra ell. Va criticar que ningú li hagués demanat perdó i va denunciar que els «insults» que va rebre proven que hi ha «pràctiques autoritàries» i que la direcció d'UPyD no té «educació democràtica». Aleshores, Irene Lozano va demanar disculpes públicament a Sosa Wagner però Carlos Martínez Gorriarán va afirmar que no anava a disculpar-se i va tornar a qualificar-lo de «corrupte».
El 15 d'octubre del 2014, el Consell de Direcció d'UPyD va destituir Francisco Sosa Wagner de la presidència i càrrec de portaveu d'UPyD en el Parlament Europeu i va nomenar Maite Pagazaurtundúa com nova presidenta i portaveu. Álvaro Anchuelo va explicar que aquesta decisió va ser presa a causa de la negativa de Francisco Sosa Wagner de reunir-se amb la direcció del partit. Aquesta decisió va fer que, dos dies després, Francisco Sosa Wagner dimitís i renunciés a la seva acta d'europarlamentari i a la seva afiliació a UPyD, denunciant la «manca de llibertat» que hi havia en la formació.

### Crítiques a UPyD pel col·lectiu homosexual
La Federació Espanyola de Lesbianes, Gais, Transsexuals i Bisexuals (FELGTB) va expulsar UPyD de l'Orgull Gai, ja que criticà que el partit no hagués votat a favor d'una resolució per a forçar a Lituània a reformar una llei que criminalitzava l'homosexualitat i la bisexualitat. Tanmateix, el partit va al·legar que el seu parlamentari va confondre's de botó a l'hora de votar, i que de seguida va iniciar els processos de rectificació perquè quedés constància del seu suport a favor de la resolució. Una altra associació del col·lectiu homosexual, COLEGAS, va rebutjar aquesta expulsió per considerar la decisió pròpia d'«inquisidors roses».
En qualsevol cas, UPyD s'ha posicionat a favor del matrimoni entre persones del mateix sexe i de la seva regulació legal tal com ara és a Espanya, i també ha participat en les celebracions del Dia de l'Orgull LGTB des de la seva creació en moltes ciutats espanyoles, incloent les Marxes de l'Orgull Gai de Madrid en què ha arribat a participar la seva portaveu nacional, Rosa Díez. A més, UPyD demaní al PP que retirés el seu recurs d'inconstitucionalitat contra la Llei de Matrimoni Homosexual de 2005 que permet els matrimonis entre persones del mateix sexe a Espanya.